# Áno Vrontoú
Áno Vrontoú (Ano Vrontou) är en ort i Grekland.   Den ligger i prefekturen Nomós Serrón och regionen Mellersta Makedonien, i den nordöstra delen av landet, 400 km norr om huvudstaden Aten. Áno Vrontoú ligger 1 038 meter över havet och antalet invånare är 199.
Terrängen runt Áno Vrontoú är kuperad åt sydost, men åt nordväst är den bergig. Terrängen runt Áno Vrontoú sluttar österut.Runt Áno Vrontoú är det ganska glesbefolkat, med 22 invånare per kvadratkilometer. Närmaste större samhälle är Oreiní, 13,5 km sydväst om Áno Vrontoú. I omgivningarna runt Áno Vrontoú växer i huvudsak blandskog.